# Шебеко, Вера Алексеевна
Ве́ра Алексе́евна Шебе́ко (род. 10 июля 1938, деревня Смородинка, Крупский район, Минская область, БССР) — диктор Центрального телевидения СССР, редактор главной редакции информации ЦТ СССР, программы «Новости». Заслуженная артистка РСФСР (1985).

## Биография
В 1965 году окончила отделение русского языка и литературы Белорусского государственного университета, после университета работала диктором на белорусских радиостанциях, в 1968—1971 годах работала на Гродненском телевидении, была членом КПСС до 1991 года.
В 1971—1991 годах работала на Центральном телевидении в дикторском отделе. Была ведущей программы «Время», а также цикла передач «Товарищ песня» и других программ. Вела трансляции с Красной площади.
Являлась одной из первых ведущих информационной программы «Время» вместе с И. Л. Кирилловым.
19 августа 1991 года в период выступления ГКЧП на центральном телевидении в программе «Время» вместе с диктором Евгением Кочергиным зачитала заявление ГКЧП о невозможности исполнения президентом СССР М. С. Горбачёвым своих обязанностей по состоянию здоровья и о введении в стране чрезвычайного положения.
В постсоветское время являлась педагогом по речи на телеканалах НТВ и «НТВ-Плюс», несколько лет занималась с сотрудниками данных телеканалов, обучая грамотности речи, звучащей в кадре.

## Личная жизнь
Муж — Мелис Ваакович Мшецян (1939—2007), журналист.
- Сын — Юрий Мшецян (род. 1974), гитарист группы «Эпидемия»[источник не указан 1363 дня].
  - Внучка — Алиса Мелисова (род. 2009).

## Признание и награды
- Заслуженная артистка РСФСР (1985)
- Орден «Знак Почёта»